# Хімічна рівновага
Хімічна рівновага — різновид термодинамічної рівноваги в системах, де відбуваються хімічні реакції, такий стан коли концентрації реагентів залишаються незмінним. У стані хімічної рівноваги процеси утворення хімічних сполук та їхнього розпаду в прямих та зворотніх реакціях, відповідно, зрівноважені. Оскільки швидкості протікання реакцій в прямому й зворотньому напрямку ненульові, то хімічна рівновага є різновидом динамічної рівноваги.
Концепцію хімічної рівноваги запровадив 1803 року Клод Бертолле, коли помітив, що деякі хімічні реакції можуть протікати як в прямому, так і в зворотньому напрямках. Згодом це призвело до формулювання закону діючих мас. 1884 року було сформульовано принцип Лешательє-Брауна, який визначає правило зміщення хімічної рівноваги при зміні зовнішніх умов. 1873 року Джозая Ґіббз припустив, що стан хімічної рівноваги відповідає мінімуму вільної енергії Ґіббза. Це твердження справедливе для систем із сталим тиском. Для систем із сталим об'ємом хімічна рівновага реалізується при мінімумі вільної енергії Гельмгольца.